# Ansonia longidigita
Espèce
Statut de conservation UICN

 LC  : Préoccupation mineure
Ansonia longidigita est une espèce d'amphibiens de la famille des Bufonidae.

## Répartition
Cette espèce est endémique du Nord de l'île de Bornéo. Elle se rencontre entre 150 et 1 500 m d'altitude :
- au Brunei ;
- dans les États du Sabah et du Sarawak en Malaisie.

Sa présence est incertaine dans le Nord du Kalimantan en Indonésie.

## Description
Les mâles mesurent de 35 à 49 mm et les femelles de 50 à 65 mm.

## Publication originale
- Inger, 1960 : A review of the oriental toads of the genus Ansonia Stoliczka. Fieldiana, Zoology, vol. 39, no 43, p. 473-503 (texte intégral).